# Osborne House
Osborne House är ett tidigare kungligt residens i östra Cowes, på Isle of Wight i Storbritannien, numera museum.

## Historik
Huset byggdes mellan 1845 och 1851 åt drottning Viktoria och prins Albert och användes mestadels som deras sommarresidens. Prins Albert ritade själv huset. Byggmästare var Thomas Cubitt, den Londonarkitekt och byggmästare som byggt Buckingham Palace huvudfasad. Ett tidigare, mindre hus på platsen revs. Husets arkitektur baserades på palats från italiensk renässans, komplett med två kampaniltorn.
Drottning Viktoria, som oftast residerade på Osborne House under våren, en del av sommaren och kring jul, avled på Osborne House i januari 1901. Därefter upphörde kungafamiljen att använda egendomen. Äldste sonen, Edvard VII av Storbritannien var inte förtjust i Osborne House, han hade ett eget sommarresidens vid Sandringham House och de andra syskonen hade inte råd att sköta det. 
Det blev istället (delvis) upplåtet som kontor och mäss åt den närbelägna militära kadettskolan där så småningom både Edvard VIII av Storbritannien och hans bror Georg VI av Storbritannien skulle gå. Kadettskolan flyttade 1921. 1986 övertog English Heritage förvaltningen av Osborne House och sedan 1989 öppnades de kungliga våningarna som ett museum för allmänheten.